# Sister (chanson de Sergio & The Ladies)
Pour les articles homonymes, voir Sister.
Chansons représentant la Belgique au Concours Eurovision de la chanson
Envie de vivre
(2000) Sanomi
(2003)
Singles de Sergio & The Ladies
Allez allez allez
(2000) Love On a Lonely Day
(2002)
Sister (« Sœur ») est une chanson de Sergio & The Ladies, parue sur l'album Road to Freedom et sortie en single en 2002. 
C'est la chanson représentant la Belgique au Concours Eurovision de la chanson 2002.
Sergio et The Ladies ont également enregistré la chanson en néerlandais, leur langue natale, sous le titre Meisjes (« Filles ») qui figure également en tant que deuxième titre du CD single.

## À l'Eurovision

### Sélection
La chanson Sister interprétée par Sergio & The Ladies est sélectionnée le 17 février 2002 par le radiodiffuseur flamand VRT, en remportant la finale de l'émission Eurosong 2002, pour représenter la Belgique au Concours Eurovision de la chanson 2002 le 25 mai à Tallinn, en Estonie.

### À Tallinn
Elle est intégralement interprétée en anglais, et non pas dans une des langues nationales de la Belgique, comme le permet la règle depuis 1999.
Sister est la seizième chanson interprétée lors de la soirée, suivant Na jastuku za dvoje (en) de Maja Tatić pour la Bosnie-Herzégovine et précédant Il faut du temps de Sandrine François pour la France.
À la fin du vote, Sister obtient 33 points et se classe 13e sur 24 chansons,.

## Liste des titres
| 1. | Sister  | Dirk Paelinck, Marc Paelinck | 2:45 |
| 2. | Meisjes | Dirk Paelinck, Marc Paelinck | 2:45 |

## Accueil commercial
En Belgique flamande, Sister s'est classé pendant 19 semaines dans l'Ultratop 50 Singles, de mars à juillet 2002. Le single entre directement en 17e position et atteint la 3e position lors de la semaine du 23 mars 2002.

## Classements et certifications

### Classements
| Classement (2002)                      | Meilleure position |
| -------------------------------------- | ------------------ |
| Belgique (Flandre Ultratop 50 Singles) | 3                  |

| Classement (2002)           | Position |
| --------------------------- | -------- |
| Belgique (Flandre Ultratop) | 21       |

### Certification
| Pays                     | Certification | Date        | Seuil  |
| ------------------------ | ------------- | ----------- | ------ |
| Belgique (IFPI Belgique) | Or            | 13 mai 2002 | 20 000 |

## Historique de sortie
| Pays      | Date         | Format    | Label       |
| --------- | ------------ | --------- | ----------- |
| Belgique, | février 2002 | CD single | EMI Belgium |